# 跪く時 (クルアーン)
『跪く時』とは、クルアーンにおける第45番目の章（スーラ）。37の節（アーヤ）から成る。
章の冒頭に神秘文字（Muqatta'at）が置かれているもの（計29スーラ）のうちの一つ。